# Prevedenice
Prevedenice ili kalkovi riječi su koje su naslijedile i izraz i sadržaj od neke tuđe riječi. Prevedenice nastaju doslovnim prevođenjem tvorbenih sastavnica iz stranog uzorka.

## Primjeri prevedenica
- lat. manuscriptum – hrv. rukopis
- lat. pomum Adami – hrv. Adamova jabučica
- lat. via lactea – hrv. Mliječna staza
- grč. ortographia – hrv. pravopis
- grč. geographia – hrv. zemljopis
- njem. der Wasserfall – hrv. vodopad
- njem. der Übermensch – hrv. nadčovjek
- njem. der Bahnhof – hrv. kolodvor, slov. koladvor
- engl. skyscraper – hrv. neboder

Prevedenice su se uglavnom tvorile iz grčkoga i latinskoga jezika, kasnije iz njemačkoga, mađarskoga i češkoga, a u novije su vrijeme česti kalkovi iz engleskoga jezika. Prevedenice su najčešće u znanstvenom nazivlju.
Kalkovi mogu biti i veće sintagme te neki frazemi.